# Weizhia
Weizhia,  biljni je rod iz porodice mahunarki sa jednom vrstom iz Kine

## Opis
Weizhia gen. nov. (Fabaceae) je opisana kao novi monotipski rod s jedinom vrstom W. pentaphylla sp. nov. iz provincije Zhejiang, Istočna Kina. I morfološki i molekularni filogenetski dokazi (nrITS + cpmatK) upućuju na to da je usko povezana s Dumasia i Toxicopueraria unutar podplemena Glycininae (Fabaceae: Phaseoleae), ali uglavnom se razlikuje po tome što ima obično perasto 5-listaste listove i oštre latice. Također je predložen ključ za sve trenutno priznate rodove Glycininae. Nova se vrsta smatra kritično ugroženom prema kategorijama i kriterijima IUCN-a i potrebna joj je hitna zaštita.